# Крижиць
45°46′ пн. ш. 16°47′ сх. д. / 45.77° пн. ш. 16.78° сх. д.
Крижиць (хорв. Križic) — населений пункт у Хорватії, у Б'єловарсько-Білогорській жупанії у складі громади Іванська.

## Населення
Населення за даними перепису 2011 року становило 198 осіб.
Динаміка чисельності населення поселення: